# Милан Константинов
Милан Спасов Константинов е български революционер, тетовски войвода и деец на Вътрешната македоно-одринска революционна организация.

## Биография
Милан Константинов е роден в 1881 или 1882 година в Крайова и е потомък на български градинари, напуснали България преди Освобождението. Служи като офицер в Румънската армия, но при обявяването на Илинденско-преображенското въстание, напуска армията и отива в София, за да се включи в четите, които навлизат в Македония. Определен е за тетовски войвода от Задграничното представителство на ВМОРО и заминава натам с чета от 40 души. След въстанието се връща в България, а по-късно – в Румъния.
Умира в 1935 година в София.